# Region Wadi Fira
Region Wadi Fira (arab. وادي فيرا, fr. Région de Wadi Fira) - jeden z 22 regionów administracyjnych Czadu, znajdujący się w środkowo-zachodniej części kraju. Graniczy z regionami: Ennedi, Borkou, Batha, Wadaj oraz Sudanem. 

## Departamenty
| Departament | Stolica | Prefektury                       |
| ----------- | ------- | -------------------------------- |
| Biltine     | Biltine | Am Zoer, Arada, Biltine, Mata    |
| Dar Tama    | Guéréda | Guéréda, Kolonga, Sirim Birke    |
| Kobé        | Iriba   | Iriba, Matadjana, Tiné Djarabara |

## Historia
Region zajmuje tereny dawniejszej prefektury Biltine. W latach 2002–2008 Wadi Fira był jednym z 18 regionów, na jakie podzielony był Czad.